# Tephrosia jamnagarensis
Tephrosia jamnagarensis là một loài thực vật có hoa trong họ Đậu. Loài này được Santapau miêu tả khoa học đầu tiên.